# Jardins Públicos de Halifax

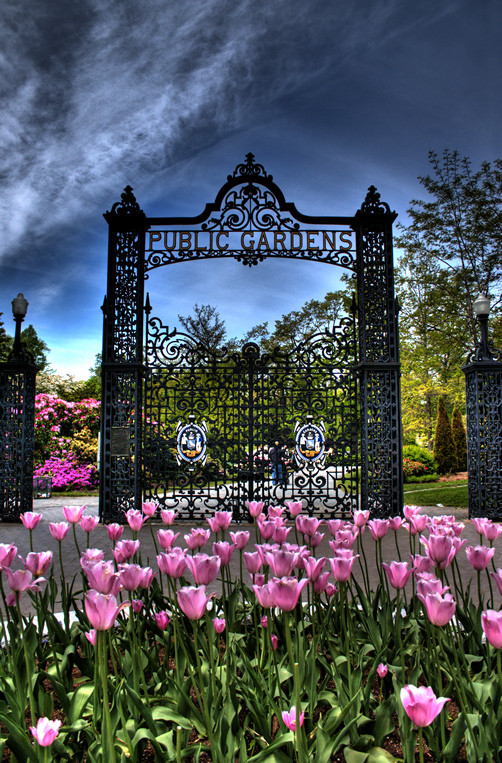
Portão dos Jardins, em 2012.

Os Jardins Públicos de Halifax (Halifax Public Gardens em inglês) são um conhecido parque da Era Vitoriana na cidade de Halifax, capital da Nova Escócia, no Canadá. Foram estabelecidos em 1867, o mesmo ano da Confederação do Canadá. Em 1984, foram designados como um dos Sítios Históricos e Nacionais do país.